# Willy Michel (Unternehmer)
Wilhelm «Willy» Michel (* 29. April 1947 in Burgdorf, Kanton Bern; heimatberechtigt in Burgdorf und Köniz) ist ein Schweizer Unternehmer von Medizinprodukten und Kunstmäzen.

## Leben und Wirken
Willy Michel verbrachte seine Kindheit in Burgdorf als Sohn eines Bahnrangiermeisters. Er war Chemielaborant bei Ciba-Geigy in Basel. Danach sammelte er bei mehreren Industrie- und Pharmafirmen umfassende Erfahrungen in den Bereichen Entwicklung, Aussendienst und Marketing. Von 1978 bis 1984 war er an der Spitze von Novo Nordisk Schweiz.
1984 gründete er zusammen mit seinem Bruder Peter die Disetronic AG. 1996 gelang der erfolgreiche Börsengang, worauf er 2003 einen Teil an Roche verkaufte. Gleichzeitig kaufte er den Bereich Injektionssysteme zurück, gründete daraus die heutige Ypsomed und brachte sie 2004 an die Börse. Er war seit Beginn ununterbrochen Präsident des Verwaltungsrates der damaligen Disetronic-Gruppe und heute der Ypsomed-Gruppe. Von August 2011 bis Juni 2014 war er zusätzlich Chief Executive Officer (CEO) von Ypsomed. Im Juli 2014 übernahm sein Sohn Simon die Geschäftsleitung, Willy Michel blieb bis 2022 Verwaltungsratspräsident, im Mai 2022 wurde er zum Ehrenpräsidenten gewählt.
Michel ist Inhaber mehrerer Unternehmen, darunter Gesellschaften im Kunstbereich, in der Uhrenbranche (Armin Strom) und in der Gastronomie. Bis Juni 2016 war Michel über die von ihm kontrollierte Beteiligungsgesellschaft BV Holding mittelbar Hauptaktionär des 2007 von ihm gegründeten Biotechunternehmens Finox, das an den ungarischen Pharmakonzern Gedeon Richter veräussert wurde. Er besitzt mehrere Restaurants und Hotels, darunter das Stadthaus in der Burgdorfer Oberstadt. Er ist Vizepräsident des Verwaltungsrates der BV Holding AG, von 2001 bis März 2008 deren Präsident. Ausserdem ist er Mitglied in verschiedenen Verwaltungsräten.
Von 1998 bis 2001 gehörte er als liberaler Parteiloser dem Gemeinderat von Burgdorf an und war für das Polizei- und Verkehrsdepartement verantwortlich. Bekannt ist er auch für sein Mäzenatentum. So stiftete er dem Künstler Franz Gertsch das Museum Franz Gertsch in Burgdorf oder engagiert sich mit seiner Stiftung Willy Michel. Im Jahr 2000 kaufte Michel das Schloss Gümligen in Muri bei Bern und renovierte es. Michel bewohnt das Schloss mit seiner zweiten Ehefrau Katja. Er besitzt die fast 60 Meter lange Jacht Vive la Vie sowie einen Privatjet.
Aus erster Ehe hat er die Söhne Simon und Serge Michel, aus einer anderen Beziehung eine Tochter.
Das Wirtschaftsmagazin Bilanz schätzte das Vermögen von Michel und seiner Familie 2021 auf 2–2.5 Milliarden Franken.

## Auszeichnungen
- 2004: Ehrenmedaille der Stadt Burgdorf[2]
- 2005: Master Entrepreneur of the Year von Ernst & Young AG für seine unternehmerische Gesamtleistung[2]
- 2006: Ehrendoktorwürde (Dr. h. c.) der Wirtschafts- und Sozialwissenschaftlichen Fakultät der Universität Bern[2]
- 2014: Communicator of the Year-Award des Schweizerischen Verband für interne Kommunikation